# Rauno Pehka
Rauno Pehka (Keila, 1 januari 1969) is een Estisch voormalig basketballer die speelde voor de nationale team van Estland.

## Carrière
Pehka begon zijn carrière bij TSIK. Hij speelde zijn langste tijd bij Kalev Tallinn. Met die club won hij het Landskampioenschap van de Sovjet-Unie in 1991. In 1992 verhuisde hij naar Ironi Ramat Gan in Israël. Ook speelde hij voor BC Oostende in België waar hij de landstitel behaalde in 2001. In 2006 stopte hij met basketbal.
Met Estland speelde Pehka op het Europees kampioenschap basketbal mannen 1993. Ze behaalde een zesde plaats. Op het Europees kampioenschap basketbal mannen 2001 werden ze zestiende.

## Erelijst
- Landskampioen Sovjet-Unie: 1
  - Winnaar: 1991
- Landskampioen Estland: 6
  - Winnaar: 1992, 1996, 1997, 1998, 2002, 2003
- Landskampioen Letse SSR: 1
  - Winnaar: 1987
- Belgisch kampioen: 1
  - Winnaar: 2001
- Belgische Supercup: 1
  - Winnaar: 2001